# 세종고등학교 (경남)
세종고등학교(世宗高等學校)는 대한민국 경상남도 밀양시 가곡동에 위치한 사립 고등학교이다.

## 학교 연혁
- 1944년 7월 1일 : 밀양 고등 공민학교 설립 인가
- 1952년 4월 17일 : 학교법인 세종학숙 인가
- 1952년 10월 27일 : 세종고등학교 설립 인가(6학급)
- 1957년 4월 5일 : 가곡동으로 교사 이전
- 1994년 8월 25일 : 학칙 변경 인가, 남․여 공학(18학급)
- 2021년 12월 28일 : 박경문 이사장 취임
- 2022년 9월 1일 : 제21대 이정우 교장 취임
- 2023년 2월 8일 : 제69회 졸업식 (졸업생 누계 14,857명)

## 참고 자료
- 세종고등학교 - 한국교육학술정보원 학교알리미